# Île de Noirmoutier
Die Île de Noirmoutier ist eine französische Atlantikinsel, die zur Region Pays de la Loire in Westfrankreich gehört, südlich der Loiremündung nahe Fromentine liegt und knapp 10.000 Bewohner hat. Die Hälfte davon lebt im Hauptort Noirmoutier-en-l’Île.
Eine geografische Besonderheit der 48,8 km² großen und 20 Kilometer langgestreckten Gezeiteninsel (französisch Île-de-marée) ist die Tatsache, dass ein Großteil ihrer Fläche unter dem Meeresspiegel liegt. Sie ist ziemlich flach, hat aber im Norden eine Felsenküste. Bei Niedrigwasser kann die Insel zu Fuß oder mit dem Straßenfahrzeug erreicht werden. Die 4½ Kilometer lange Pflasterstraße Passage du Gois, an deren Rändern in der Saison Muscheln gesucht werden, ist eine Touristenattraktion. Warnschilder geben die Zeiten an, zu denen sie passierbar ist. Außerdem befinden sich am Straßenrand in geringen Abständen Rettungs- bzw. Aussichtstürme, von denen aus die Gegend betrachtet werden kann.
Bedeutend für den Naturschutz sind die ausgedehnten Salzwiesen mit zahlreichen seltenen und geschützten Pflanzen in den Tieflagen. Auch große Dünen- und im Norden felsige Küstenbereiche prägen das Erscheinungsbild der Noirmoutier. Im Winter beherbergt die Insel hunderttausende See- und Watvögel, die dort überwintern.

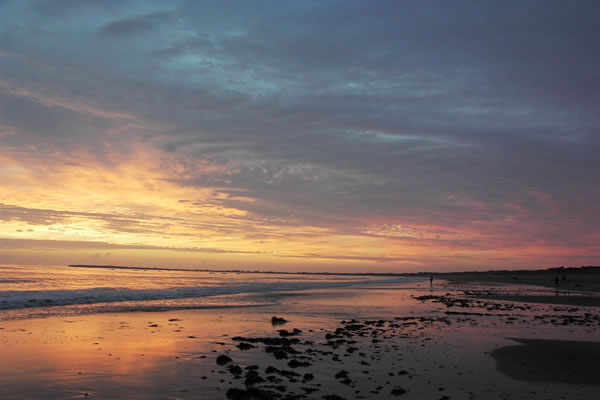
Sonnenuntergang am Strand bei Barbâtre auf Noirmoutier

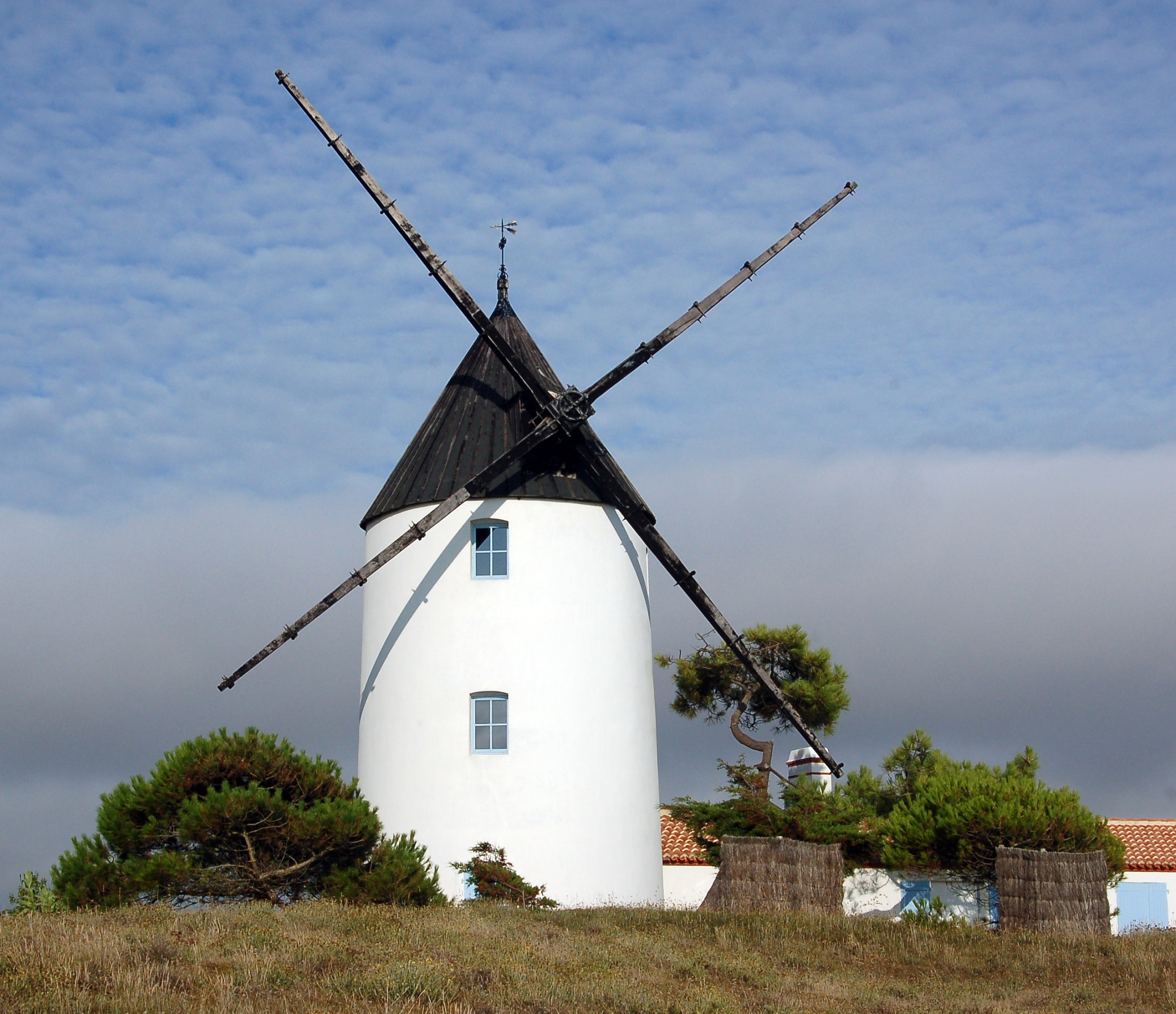
Windmühle am Strand auf Noirmoutier

## Etymologie
Als im 7. Jahrhundert der Heilige Philbert auf der Insel ein Kloster gründete, wurde sie als Île d'Her oder Île d'Herio bezeichnet, was aber nicht bedeuten muss, dass der Ursprung des heutigen Namens Her-Moutier (von Heri Monasterium kommend) war. Denn es gibt kein schriftliches Dokument dazu. Viel wahrscheinlicher dürfte eine Ableitung von Neir-Moustier (aus einem Dokument des 14. Jahrhunderts) sein, was eine Übersetzung des Namens Nigrum Monasterium ist, also Schwarzes Kloster im Altfranzösischen.
Während der Terrorherrschaft der französischen Revolution wurde die Insel „Île de la Montagne“ genannt, der Hauptort Noirmoutier hieß „Port-Victoire“.

## Geografie

### Geografische Lage
Noirmoutier ist eine Insel im Atlantik; sie liegt im nördlichen Bereich der Biskaya, südlich der Loiremündung. Sie ist dem französischen Festland vorgelagert und von diesem nur wenige Hundert Meter entfernt. Zwischen ihr und dem Festland liegt eine flache Bucht, die Baie de Bourgneuf.

### Geologie
Die Insel besteht aus drei Teilen:
- ein felsiger Bereich im Norden, der ursprünglich den Namen „Insel Her“ trug, und wo auch der Hauptort Noirmoutier-en-l’Île liegt
- ein Dünenstreifen im südlichen und östlichen Bereich
- die „Salzgärten“, entstanden aus ehemaligem Sumpf- und Überschwemmungsgebiet zwischen diesen beiden Teilen

Die Insel Her entstand im frühen Quartär bei der Absenkung eines Teils der Festlandsplatte, wobei auch die Bucht Baie de Bourgneuf entstand. Die Dünenstreifen bildeten sich später im Strömungs-„Schatten“ von Her.
Außerdem gibt es zwei Polder (Kooge), die durch Eindeichung im 18. und 19. Jahrhundert entstanden sind.
Nordwestlich von Noirmoutier liegt die kleine Insel Île du Pilier.

### Klima
Noirmoutier hat mediterranes Klima mit milden Sommern (sog. Klimatyp Csb nach der Effektiven Klimaklassifikation). Auch die Zahl der Sonnenstunden ist mit 2100 groß und vergleichbar z. B. mit dem entsprechenden Wert von Carcassonne. Im Zeitraum 1971–2000 lag die Höchsttemperatur bei 37 °C, sie wurde 1990 zweimal und 2003 einmal erreicht. Die niedrigste gemessene Temperatur lag bei −10 °C und wurde im Januar 1985 gemessen. Die durchschnittliche Jahrestemperatur lag in diesem Zeitraum bei 12,8 °C. Infolge des milden Klimas wachsen dort auch Pflanzen die sonst eher dem Mittelmeerraum zuzuordnen sind, wie z. B. Mimosen und Erdbeerbäume.

## Geschichte

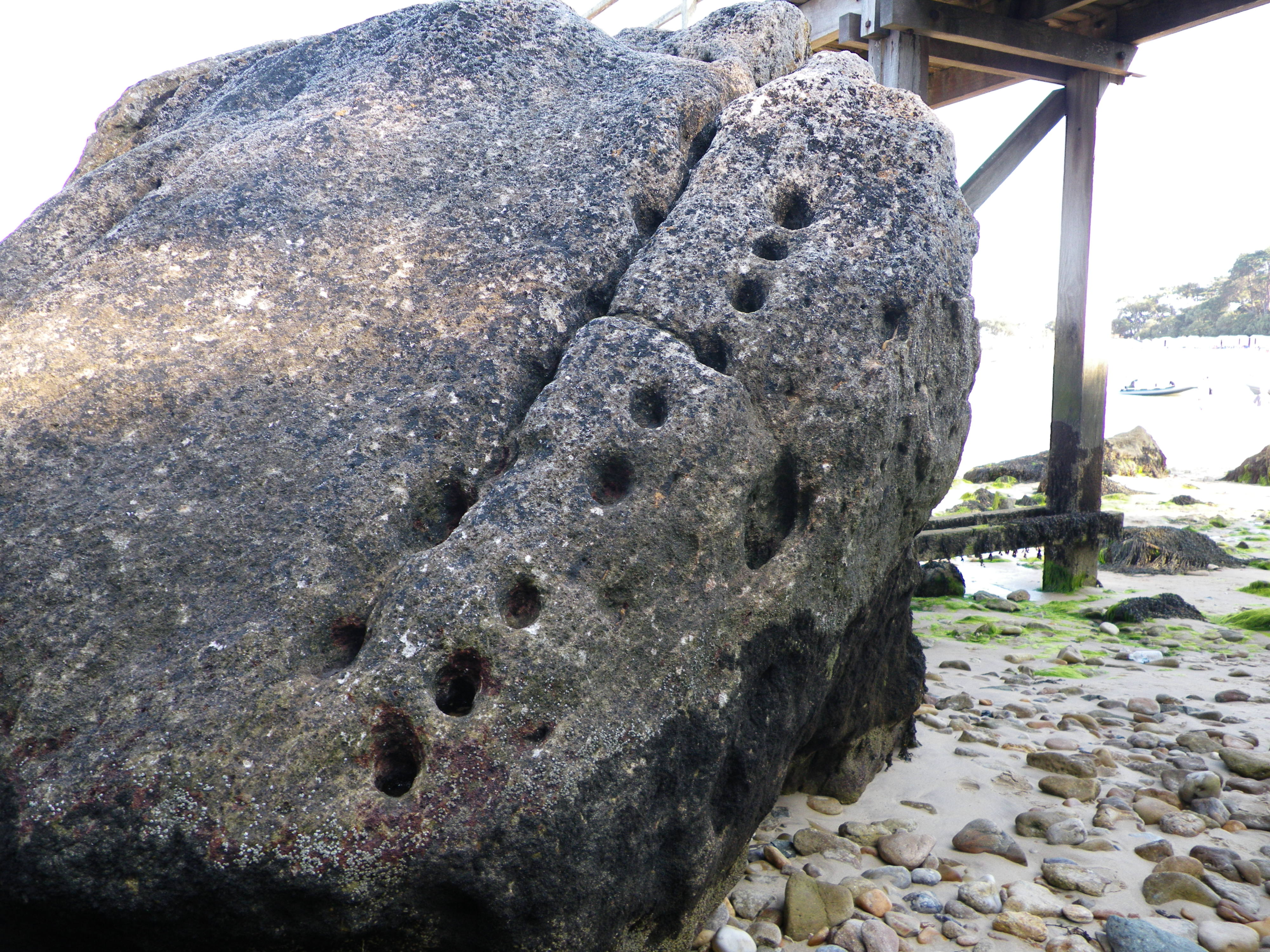
Schälchen - Cupules auf dem Menhir des Dames

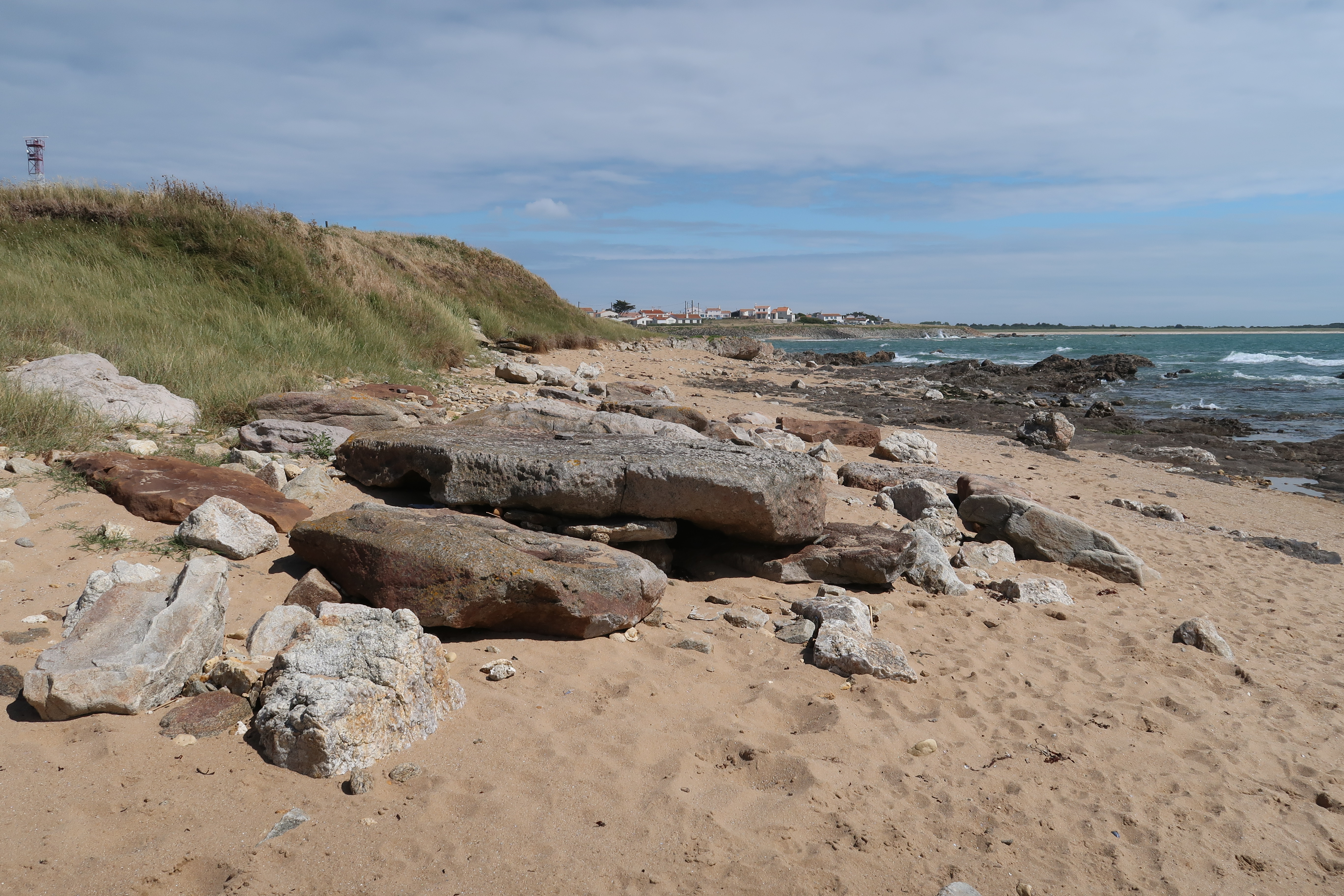
Dolmen de la Pointe de l'Herbaudière

### Vorgeschichte
Von einer Besiedlung durch Menschen bereits in der Urgeschichte zeugen verschiedene Relikte:
- Werkzeugfunde aus der Mittelsteinzeit sind etwa 10.000 Jahre alt und wurden im Bois de la Chaize gefunden.
- Aus der Jungsteinzeit stammen Reste von Megalithen wie Menhire und Dolmen, so der Dolmen de la Table[4] in der Bucht von Bourgneuf oder der Dolmen de la Pointe de l'Herbaudière ganz im Nordwesten, auch Dolmen von Noirmoutier[5] genannt oder der Menhir des Dames. Im Bois de la Chaize gibt es einen Steinbruch von dem Steine stammen, die im 50 km entfernten Commequiers benützt wurden, um einen Dolmen zu errichten.[6]

Noch Ende des 19. Jahrhunderts waren bei l'Herbaudière zwei Dolmen zu bewundern. Von den damals noch existierenden fünf Menhiren ist nur die Stele im Bois de la Chaize in der Nähe der hölzernen Schiffsanlegestelle vorhanden.

### Altertum
Die Insel war weiterhin bewohnt, wie die Reste einer römischen Villa mit Therme beweisen, die in der Nähe der Ortschaft Le Vieil gefunden wurden. Aus den Grabungsfunden wird geschlossen, dass die Villa aus dem 2. und 3. Jahrhundert n. Chr. stammt.

### Mittelalter

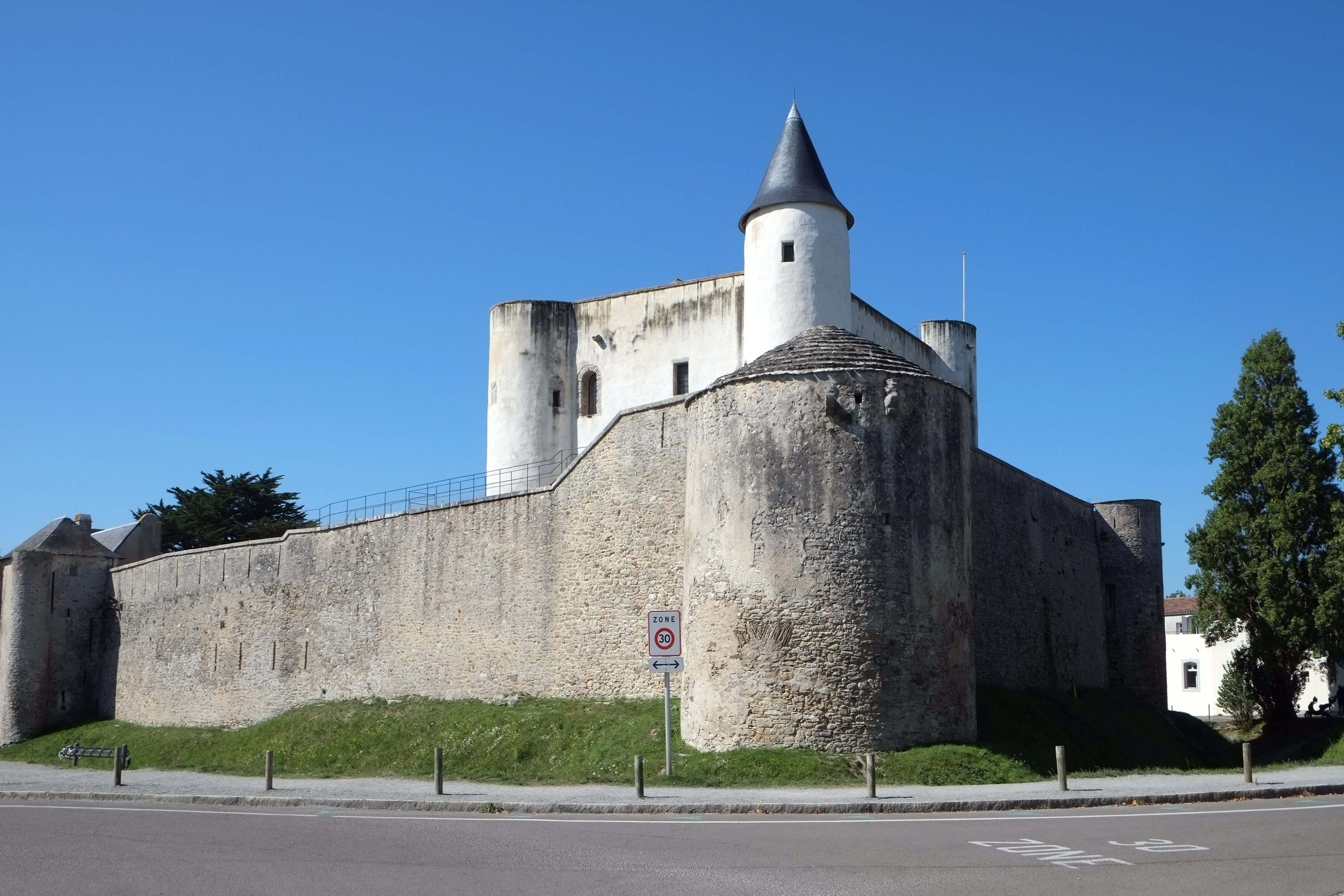
Die Burg von Noirmoutier (12. Jh.)

Der Heilige Philibert gründete um 674 ein Benediktinerkloster und ermunterte die Bevölkerung den Boden zu bestellen, Salz zu gewinnen und Windmühlen zu bauen. Durch die exponierte Lage in Ufernähe hatte die Bevölkerung oft unter Überfällen der Sarazenen (um 730) und später, im 9. Jahrhundert, der Loire-Normannen zu leiden. Um 830 verstärkte sich das Kloster mit einem Castrum. Die Burg wurde nach vielfachen Zerstörungen im 12. Jahrhundert wieder aufgebaut. In den Jahren 1342, 1360 und 1388/1390, also während des Hundertjährigen Kriegs, versuchten die Engländer hier Fuß zu fassen. Zeitweise verließen die Mönche und ein Teil der Bevölkerung die Insel.
Lehensherren waren im Mittelalter zunächst die Herren von La Garnache und später die Familie La Trémoille; einzelne Mitglieder tragen im 16. und 17. Jahrhundert sogar die Titel Baron von Noirmoutier bzw. Herzog von Noirmoutier. Das Gemeindewappen von Noirmoutier-en-l'Île ist mit dem Familienwappen der Trémoille identisch.

### Neuzeit
In der Mitte des 16. Jahrhunderts kam es zu Überfällen durch protestantische Freibeuter: so plünderten sie z. B. im Jahr 1562 die Abtei „Abbaye de la Blanche“ und zerstörten die Salzernte. Angriffe der Spanier in den Jahren 1524 und 1588 konnten zurückgeschlagen werden. Die Niederländer landeten 1674 unter Leitung ihres Admirals Cornelis Tromp, sie plünderten und verschleppten sogar Kirchenglocken aus Noirmoutier. Die Bevölkerung konnte sich nur durch Zahlung eines Lösegelds von der Besetzung freikaufen.
Der Prinz de Condé verkaufte schließlich im Jahr 1767 die Insel an König Ludwig XV.

#### Französische Revolution und die Vendée-Kriege
Große Unruhe und Zerstörungen brachten zuerst die Französische Revolution dann die anschließenden Vendéeaufstände. Im Januar 1794 gelang es einem Teil der republikanischen Westarmee, die von den Aufständischen gehaltene Insel zu erobern. Für das Versprechen die Waffen niederzulegen und nicht mehr gegen die Republikaner zu kämpfen, erhielten sie im Gegenzug die Zusicherung, dass ihnen nichts geschehen werde. Sie zogen sich einesteils in die Festung Noirmoutier, andernteils in die Kirche von Noirmoutier zurück. Weitere Gefangene, darunter Frauen und Kinder wurden in die Kirche gebracht. Schließlich befanden sich dort bis zu 1500 Personen. Ab dem darauffolgenden Tag wurden sie in kleinen Gruppen zu je 60 Personen abgeführt und teils am Strand, teils noch in der Stadt getötet. Unter den Gefangenen befand sich auch der ehemalige Kommandant der Aufständischen Maurice Joseph Louis Gigost d’Elbée. Er wurde in Noirmoutier auf dem Hauptplatz erschossen.

#### Aufschwung im 19. Jahrhundert
Zu einer langsamen Entwicklung kam es im 19. Jahrhundert: Die Orte Barbâtre, La Guerinière und l'Epine wurden zu selbstständigen politischen Gemeinden erhoben. Und auch selbstständige Pfarreien entstanden in Barbâtre, L'Epine und Herbaudière. In der zweiten Hälfte des Jahrhunderts setzte langsam der Fremdenverkehr ein. Zu den frühen Besuchern gehörten u. U. die Maler Henri Rousseau und Auguste Renoir, der 1892 mit seiner Familie hier weilte und während seines Aufenthalts zwei Gemälde anfertigte.

#### Noirmoutier im Zweiten Weltkrieg
Nach der Besatzung der Insel durch die deutsche Wehrmacht wurde der Zugang stark kontrolliert, denn Noirmoutier lag in kaum mehr als 20 Kilometer Entfernung von der Mündung der Loire und damit von Saint-Nazaire und der dortigen deutschen U-Boot-Basis. Jede Person, die die Insel verlassen wollte bzw. dorthin wollte, brauchte einen Passierschein.
Besonders die Westküste, zum offenen Meer hin, wurde mit Geschützstellungen stark befestigt. Insgesamt gab es elf Verteidigungsposten. Der größte von ihnen war die am Strand von La Guerinière gelegene Geschützstellung. Von hier aus konnte die Atlantikküste der Insel überwacht und notfalls auch beschossen werden. Diese Tirpitz genannte Stellung bestand aus elf befestigten Bauwerken: einem Gefechtsstand, zwei Maschinengewehrstellungen und vier mit je einem 7,5-cm-Geschütz bestückten Bunkern. Zwei von diesen hatten zusätzlich eine 2-cm-Kanone zur Flugzeugabwehr.
Von der Bedeutung, die die Deutschen der Insel beimaßen, zeugt die Tatsache, dass Generalfeldmarschall Rommel bei einer seiner Inspektionen des Westwalls im Jahr 1943 auch die Insel Noirmoutier besichtigte.
Die Marine-Flak-Abteilung 811 wurde auf der Ile de Noirmoutier eingesetzt und unterstand hier dem Inselkommandanten Noirmoutier. Sie gliederte sich in eine Stabsbatterie und sechs Flak-Batterien und wurde 1943 nach Brest verlegt.
Die leichte Marine-Artillerie-Abteilung 684 wurde im April 1942 auf Noirmoutier mit sieben Kompanien aufgestellt und war dem Seekommandanten Loire-Gironde unterstellt. Im August 1944 wurde sie der Festung La Rochelle unterstellt. Im Juli 1943 musste ein US-Bomber vom Typ B 17 nach Treffern durch die deutsche Flak und deutsche Flugzeuge in der Bucht von La Guerinière wassern. Die zehn Mann Besatzung überlebten die Notlandung und wurden von deutschen Truppen gefangen genommen.
Im August 1944 versenkten alliierte Flugzeuge vier deutsche Minensuchboote des Typs M 40 in der Meerenge zwischen Noirmoutier und dem Festland bei Fromentine.
Im September 1944 wurde die Insel kampflos von der Wehrmacht geräumt und 351 Soldaten mit acht 7,5-cm-Feldkanonen und fünf 4,7-cm-PAK nach La Rochelle verlegt.

## Bevölkerung

### Bevölkerungsentwicklung
Zwischen 1968 und 2009 wuchs die Bevölkerung von rd. 8000 Personen auf 9700 an. Das entspricht einem Gesamtzuwachs von über 20 %. Dieser Zuwachs ist allein dem Zuzug vom Festland zuzuschreiben, denn die Geburtenzahlen sind seit Jahren geringer als die Zahl der Sterbefälle. 27 % der Einwohner sind älter als 65 Jahre.

### Religion
Die Inselbewohner gehören mehrheitlich der römisch-katholischen Religion an. Seit 1997 sind sie in der Pfarrei St Philbert en Noirmoutier zusammengefasst. Die kleineren Pfarreien Barbâtre, die vermutlich bereits im 11. Jahrhundert gegründet wurde und deren Existenz 1385 schriftlich bezeugt wurde, und die im 19. Jahrhundert entstandenen Pfarreien L'Epine (1807), La Guérinière (1839) et L'Herbaudière (1876) wurden aufgelöst.
Die Pfarrgemeinde auf Noirmoutier bildet zusammen mit den Kirchengemeinden Saint Martin des Monts (in St Jean-de-Monts), Notre-Dame du Gois (in Beauvoir sur Mer), Saint Amand de l'île d'Yeu das Dekanat Saint Jean-de-Monts und gehören zur Diözese Luçon.

## Wirtschaft und Infrastruktur

### Tourismus
Der Tourismus bildet mit rund 120.000 Besuchern pro Jahr die wirtschaftliche Grundlage für die meisten Bewohner. Rund 2/3 aller Wohnungen sind Zweitwohnungen für den Urlaub. Viele werden aber nur für wenige Wochen im Jahr genutzt. Insgesamt stehen den Touristen 18.000 Betten zur Verfügung. Es gibt 19 Hotels und neun Campingplätze.
Hauptreisezeit sind die Ferienmonate Juli und August: in diesem Zeitraum überquerten knapp 1 Million Fahrzeuge die Pont de Noirmoutier zum Festland und knapp 200.000 Fahrzeuge benutzten die Passage du Gois (Stand 2010).
In l'Herbaudière (Nordwestspitze) und in l'Epine befinden sich kleinere Sportboothäfen. Viele Jahre lang bestand während der Hauptsaison eine Personen-Fährverbindung nach Pornic, die allerdings im Jahr 2009 eingestellt wurde.

### Fischfang
Fischfang und Fischzucht, Austernzucht und Muschelzucht sind wichtige Stützen der Wirtschaft:
Im Hafen von Herbaudière wurden im Jahr 2010 1600 t Fisch angelandet. 1800 t Austern und 500 t Muscheln wurden 2010 vermarktet. Außerdem gibt es einen auf Noirmoutier ansässigen Zuchtbetrieb France-Turbot, der jährlich bis zu 500 t Steinbutt auf den Markt bringen kann.

### Salzgewinnung
Eine wichtige Rolle spielt auch die Salzgewinnung. Insbesondere die Salzgärten haben eine lange Tradition, die ersten wurden von den Mönchen bereits im 7. und 8. Jahrhundert durch Drainage der Sümpfe angelegt. Sie bedecken heute fast ein Drittel der Insel. Im Mittelalter war die Baie de Bourgneuf aufgrund der Salzgewinnung Ziel der so genannten Baienfahrt der Hanse.
Noirmoutier ist der drittgrößte Salzproduzent Frankreichs: Jährlich werden 2700 t gewöhnliches Meersalz gewonnen und außerdem 140 t des berühmten „Fleur de Sel“. Der Absatz des Salzes erfolgt größtenteils über eine Genossenschaft. Der Jahresumsatz lag 2010 bei 1,3 Millionen Euro.

### Landwirtschaft
Während früher auf Noirmoutier der Getreideanbau vorherrschte, ist es heute der Kartoffelanbau. 12.000 t werden jährlich geerntet. Die frühesten Kartoffeln des Jahres, die Bonnotte, eine ausschließlich hier angebaute Sorte, kommen in Frankreich regelmäßig von der klimatisch begünstigten Insel Noirmoutier.
Eine im Jahr 1945 gegründete Genossenschaft (Coopérative agricole de Noirmoutier) kümmert sich um den Vertrieb der Frühkartoffeln. Ihr gehören 35 Landwirte an, die insgesamt eine Fläche von 400 ha bewirtschaften. Außerdem werden einige Produkte selbst hergestellt: z. B. Kartoffelchips und Popcorn aus Mais örtlicher Produktion.

## Transport und Verkehr

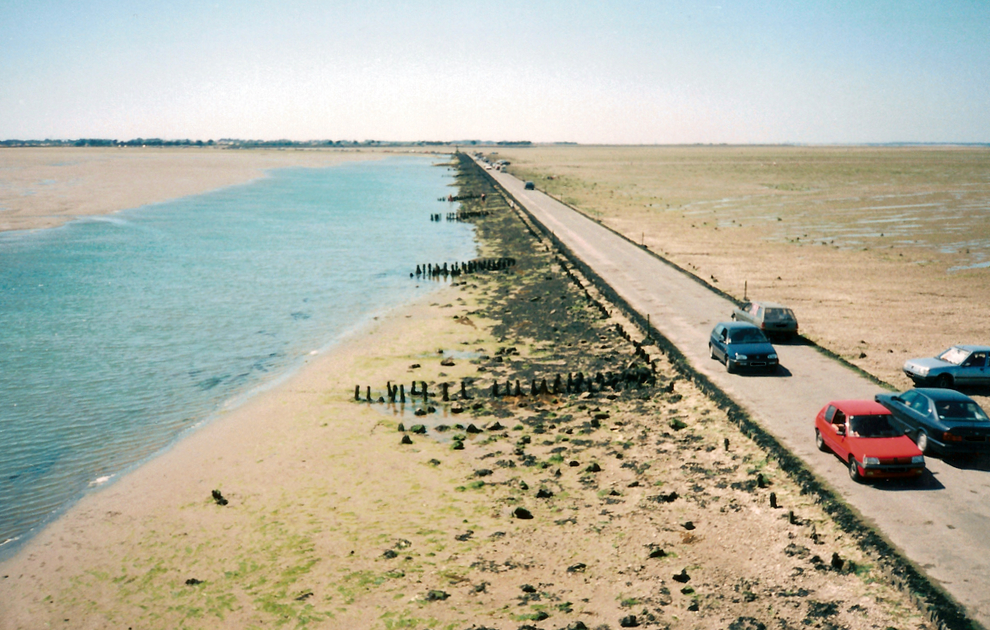
Passage du Gois nach Noirmoutier

### Straßenverbindungen mit dem Festland
- Seit 1971 verbindet eine fast 600 Meter lange Straßenbrücke die Insel mit dem Festland. Über sie verläuft die Departementsstraße D 38, die von der Brücke bis in die Nähe von La Guerinière vierspurig verläuft.
- Die D 948 verläuft durch das Wattenmeer, dieser Abschnitt ist die 4150 Meter lange sogenannte Passage du Gois (dt. die Furt), und ist aber nur bei Niedrigwasser, pro Tag zweimal für je etwa drei Stunden passierbar.

### Öffentlicher Nahverkehr
Es gibt eine Busverbindung mit Nantes, Ankunfts- bzw. Abfahrtszeiten in Nantes sind an die Fahrpläne der TGVs nach Paris angepasst. Auf Noirmoutier gibt es Haltestellen in Barbâtre und la Guerinière. Endstation ist Noirmoutier-en-l'Île. Die Fahrt nach Nantes dauert 1:45 Stunden. In etwas mehr als vier Stunden kommt man von Noirmoutier nach Paris. In den Ferienmonaten Juli und August gibt es Verstärkungsfahrten, so dass täglich bis zu 12 Fahrten zwischen Noirmoutier und Nantes möglich sind.
Zwischen Noirmoutier und La Roche-sur-Yon gibt es täglich jeweils mindestens eine Busverbindung. Von dort bestehen Eisenbahnverbindungen in Richtung Bordeaux und in Richtung Paris.

## Politische Gliederung
Die Insel ist in vier Gemeinden aufgeteilt: Barbâtre, La Guérinière, L’Épine und Noirmoutier-en-l’Île, zu letzterer gehört auch der Ort Herbaudière.
Die vier Gemeinden bilden einen gemeinsamen Gemeindezweckverband, eine sog. Communauté de communes, und sind als Kanton Teil des Arrondissement Les Sables-d’Olonne.

## Sonstiges
- Ile de Noirmoutier ist der Name eines Frachtschiffes, das 1918 in den Vereinigten Staaten gebaut wurde und zunächst unter dem Namen TRIPP fuhr. 1940 wurde es mit fünf weiteren Schiffen Frankreich überlassen. Sie alle erhielten Namen, die sich auf französische Atlantikinseln beziehen. Das Schiff wurde 1942 während eines Aufenthalts in Casablanca beschädigt, nach Kriegsende repariert, und war dann bis 1950 als Personenschiff auf der Strecke Bordeaux – Fort-de-France im Einsatz. Es wurde 1953 verschrottet.
- Auf der Insel Noirmoutier spielt ein Teil der Handlung des zehnten Romans von Nele Neuhaus In ewiger Freundschaft.
- Der Schatz von Noirmoutier  (fr: Le Trésor de Noirmoutier, Éditions Paquet, 2022) ist der Titel des 10. Bandes von 2024 der Comic Reihe Die Abenteuer von Jacques Gibrat. Die Passage du Gois spielt in der Geschichte eine zentrale Rolle.[16]